# Hexatoma (Eriocera) gravelyi
Hexatoma (Eriocera) gravelyi is een tweevleugelige uit de familie steltmuggen (Limoniidae). De soort komt voor in het Oriëntaals gebied.